# Систерон (кантон)
Систеро́н (фр. Sisteron) — кантон во Франции, находится в регионе Прованс — Альпы — Лазурный Берег, департамент Альпы Верхнего Прованса. Входит в состав округа Форкалькье.
Код INSEE кантона — 0427. Всего в кантон Систерон входит 5 коммун, из них главной коммуной является Систерон.

## Коммуны кантона
| Коммуна    | Население, чел. (2006) | Почтовый индекс | Код INSEE |
| ---------- | ---------------------- | --------------- | --------- |
| Антрепьер  | 379                    | 04200           | 04075     |
| Мизон      | 966                    | 04200           | 04123     |
| Отон       | 39                     | 04200           | 04016     |
| Сен-Женьес | 107                    | 04200           | 04179     |
| Систерон   | 7 251                  | 04200           | 04209     |

## Население
Население кантона на 2007 год составляло 8 787 человека.
| 1962  | 1968  | 1975  | 1982  | 1990  | 1999  | 2006  | 2007  | 2008 |
| ----- | ----- | ----- | ----- | ----- | ----- | ----- | ----- | ---- |
| 5 967 | 7 003 | 8 019 | 7 292 | 7 656 | 8 248 | 8 742 | 8 787 | —    |